# Santos Rivera
Santos Noel Rivera Ayala (San Luis de la Reina, 8 aprile 1974) è un ex calciatore salvadoregno, di ruolo portiere.

## Carriera

### Nazionale
Ha debuttato in Nazionale nel 1995. Ha partecipato, con la Nazionale, alla CONCACAF Gold Cup 1998 e alla CONCACAF Gold Cup 2002. Ha collezionato in totale, con la maglia della Nazionale, 22 presenze.

## Palmarès

### Club

#### Competizioni nazionali
- Campionato salvadoregno di calcio: 1

Águila: 2005-2006